# Château-Thierry
Château-Thierry este un oraș în Franța, sub-prefectură a departamentului Aisne în regiunea Picardia. Orașul este înfrățit cu orașul Cisnădie din România.
1. ↑  répertoire géographique des communes, accesat în 26 octombrie 2015
2. ↑  dataset of postal codes in France, 1 octombrie 2018